# Saut à ski aux Jeux olympiques de 1964
Pour des articles plus généraux, voir Saut à ski aux Jeux olympiques et Jeux olympiques d'hiver de 1964.
Navigation
Squaw Valley 1960 Grenoble 1968
Les épreuves de saut à ski aux Jeux olympiques d'hiver de 1964 ont lieu du 31 janvier au 9 février 1964 au tremplin de Bergisel et au tremplin Toni Seelos, en Autriche.

## Podiums
| Épreuves                                       | Or                     | Argent                 | Bronze                  |
| ---------------------------------------------- | ---------------------- | ---------------------- | ----------------------- |
| Tremplin normal individuel résultats détaillés | Veikko Kankkonen (FIN) | Toralf Engan (NOR)     | Torgeir Brandtzæg (NOR) |
| Grand tremplin individuel résultats détaillés  | Toralf Engan (NOR)     | Veikko Kankkonen (FIN) | Torgeir Brandtzæg (NOR) |

## Résultats

### Petit Tremplin
| Place | Nation                     | Athlète            | Points |
| ----- | -------------------------- | ------------------ | ------ |
| 1er   | Finlande                   | Veikko Kankkonen   | 229.9  |
| 2e    | Norvège                    | Toralf Engan       | 226.3  |
| 3e    | Norvège                    | Torgeir Brandtzæg  | 222.2  |
| 4e    | Tchécoslovaquie            | Josef Matouš       | 218.2  |
| 5e    | Équipe unifiée d'Allemagne | Dieter Neuendorf   | 214.7  |
| 6e    | Équipe unifiée d'Allemagne | Helmut Recknagel   | 210.4  |
| 7e    | Suède                      | Kurt Elimä         | 208.9  |
| 8e    | Norvège                    | Hans Olav Sørensen | 208.6  |

### Grand Tremplin
| Place | Nation                     | Athlète             | Points |
| ----- | -------------------------- | ------------------- | ------ |
| 1er   | Norvège                    | Toralf Engan        | 230.7  |
| 2e    | Finlande                   | Veikko Kankkonen    | 228.9  |
| 3e    | Norvège                    | Torgeir Brandtzæg   | 227.2  |
| 4e    | Équipe unifiée d'Allemagne | Dieter Bokeloh      | 214.6  |
| 5e    | Suède                      | Kjell Sjöberg       | 214.4  |
| 6e    | Union soviétique           | Aleksandr Ivannikov | 213.3  |
| 7e    | Équipe unifiée d'Allemagne | Helmut Recknagel    | 212.8  |
| 8e    | Équipe unifiée d'Allemagne | Dieter Neuendorf    | 212.6  |

## Médailles
| Place | Nation   |   |   |   | Total |
| ----- | -------- | - | - | - | ----- |
| 1er   | Norvège  | 1 | 1 | 2 | 4     |
| 2e    | Finlande | 1 | 1 | 0 | 2     |